# 19969 Davidfreedman
19969 Davidfreedman è un asteroide della fascia principale. Scoperto nel 1988, presenta un'orbita caratterizzata da un semiasse maggiore pari a 2,3567659 UA e da un'eccentricità di 0,0410276, inclinata di 6,83052° rispetto all'eclittica.